# Ligne de Luxembourg à Echternach
La ligne de Luxembourg à Echternach, communément dénommée Chareli, Charli ou Charly, est une ancienne ligne de chemin de fer à voie métrique de 45,85 km de long qui reliait Luxembourg à Echternach.
Exploitée en 1904 par les Chemins de fer vicinaux (CV), qui en délègue l'exploitation à la Société des chemins de fer secondaires luxembourgeois (CSL) puis à la Société anonyme luxembourgeoise des chemins de fer et minières Prince-Henri (PH) à partir de 1919, elle est exploitée par les Chemins de fer à voie étroite (CVE) à partir de 1934 lors de la fusion des trois compagnies exploitant les lignes à voie étroite. La Deutsche Reichsbahn reprend l'exploitation en 1942, sous l'occupation, puis la Société nationale des chemins de fer luxembourgeois en 1946.
Elle voit son exploitation arrêtée en 1954 et est officiellement fermée en 1957.

## Histoire
La Société anonyme luxembourgeoise des chemins de fer et minières Prince-Henri (PH) envisage en 1892 la création d'un chemin de fer à voie étroite entre la capitale et Echternach, mais n'a pu concrétiser ce projet, l'État ayant pris en charge dès 1895 la création de lignes de chemin de fer ; le projet est finalement approuvé par la loi du 26 juin 1897, et les travaux d'arpentage débutent l'année suivante. La déclaration d'utilité publique s'effectuera entre 1899 et 1901, avec divers arrêtés grand-ducaux en fonction des tronçons, certaines communes ayant eu besoin d'arrêtés spécifiques à leurs territoires communaux.
L'arpentage obligea les concepteurs à rallonger de 12 km la ligne afin de rattraper les importantes différences d'altitude sur l'itinéraire. La construction de la nouvelle ligne a commencé fin 1899/début 1900.
La ligne est inaugurée le 19 avril 1904 et mise en service le lendemain ; elle partage ses infrastructure avec les tramways municipaux de la capitale et emprunte notamment le pont Adolphe. La ligne reçut rapidement le surnom de Charly ou Chareli du nom du directeur des Travaux publics Charles Rischard,.
Un service de banlieue de la gare de Luxembourg jusqu'à Dommeldange est mis en place en 1906, il est supprimé durant la Première Guerre mondiale, tandis que les tramways municipaux créent dès 1913, une ligne de tramway sur un parcours similaire via Eich,.
À la suite de travaux d'électrification, a priori avec le 550 V continu des tramways municipaux, l'exploitation est fusionnée avec celle de la ligne 12 des tramways municipaux, entre la gare centrale et Dommeldange, à partir du 17 septembre 1928, d'abord avec quelques tramways par jour puis en service régulier dès le 14 janvier 1929,. Le matériel roulant comprend notamment des motrices spécifiques assurant également la traction des trains de marchandises. L'électrification complète de la ligne n'aura jamais eu lieu, les travaux menés dans les années 1930 en sont restés au gros œuvre.
Après la guerre, la traction vapeur est utilisée à nouveau sur la partie électrifiée, dans un contexte de pénurie importante de matériel. Durant les années 1950, la rénovation des infrastructures est envisagée alors que la ligne voit encore passer un important trafic voyageurs, mais le trafic fret était limité aux marchandises en vrac et la ligne était encore empruntée par des locomotives à vapeur, que la capitale veut bannir. L'électrification complète de la ligne est réétudiée en alternative mais il fut finalement jugé que le démantèlement de la ligne était plus économique.
À partir du 29 décembre 1952, les CFL substituèrent progressivement les trains de voyageurs par des autobus de marque Chausson de telle sorte qu'en décembre 1953 il ne restait plus qu'un seul train de voyageurs journalier, qui est finalement lui aussi transféré par la route le 6 juin 1954. Le trafic fret est lui aussi suspendu le 13 juin suivant, sauf pour la desserte de l'usine Villeroy & Boch qui est maintenue jusqu'en décembre 1954, faute d'installations adéquates pour le chargement des camions. 
Le service de la ligne 12 des tramways municipaux est supprimé le 9 mai 1955 et la ligne est officiellement fermée et déclassée par l'arrêté grand-ducal du 27 avril 1957 portant « suppression du service ferroviaire sur les lignes à voie étroite de Luxembourg à Echternach, de Luxembourg à Remich et de Bettembourg à Aspelt et autorisation [des CFL] à effectuer la desserte des dites lignes par un service routier à exploiter en régie. »,.

## La ligne
Longue de 45,85 km, la ligne Luxembourg-Echternach était la plus longue ligne à voie métrique du Luxembourg. Son profil était peu favorable, avec une déclivité maximale de 30 ‰ et une vitesse limite de 40 km/h. Il fallait deux heures et dix minutes pour parcourir la ligne.
La ligne empruntait deux ouvrages d'art notables : le pont Adolphe à Luxembourg et un pont de 90 m de long à Dommeldange au dessus de l'actuelle ligne 1, construit par Paul Wurth S.A. et qui fut le premier pont à utiliser des poutrelles Grey.
Elle était connectée à la ligne de Luxembourg à Remich uniquement, la ligne de Junglinster à Larochette n'ayant jamais été achevée.

## Matériel roulant
Au début de l'exploitation, le matériel roulant était le suivant :
- 4 locomotives à vapeur du type Mallet 02+20T nos B1 à B4, qui recevront de nouvelles chaudières en 1933 ;
- 6 voitures voyageurs à boggies ;
- 2 fourgons ;
- 20 wagons à marchandises.

En 1912, la ligne reçoit deux automotrices benzo-électriques nos 3 et 4 et deux remorques pour l'exploitation du service de banlieue, suspendu durant la guerre, qui seront transférées sur la ligne de Diekirch à Vianden en 1935/1936 puis reviendront sur le Charly en 1948 à la fermeture de la ligne de Vianden.
En 1919, la ligne reçoit trois locomotives 130T d'occasion provenant des Chemins de fer rhétiques (RhB), en renfort du par existant, nos 53 à 55, ex-RhB no 3 « Davos », no 4 « Fluela » et no 5 « Engadin ».
En 1928, le service Luxembourg-Dommeldange est assuré par les tramways municipaux avec les motrices nos 30 et 31 et les remorques voyageurs nos 112 à 114.
En 1936, le parc est modernisé et trois nouvelles automotrices diesel-électriques série C nos 5 à 7 et deux remorques sont achetées, ces dernières sont transformées deux ans plus tard, en 1938, en motrices diesel-mécaniques série D no 8 et 9, suivies par d'autres remorques.
La Deutsche Reichsbahn renumérote le parc en 1942 ; les motrices nos 5, 6, 9, 30 et 31 sont lourdement endommagées par les bombardements du 9 août 1944, seul le matériel à vapeur est utilisable en 1946.
En 1947, les CFL attribuent les numéros 401 à 404 aux Mallet et 351 à 353 aux 130T ex-Rhétiques. En 1950, les automotrices type C et D survivantes, les nos 7 et 8, sont renumérotées Z5 et Z6.

## Vestiges
De nombreux vestiges des infrastructures de cette époque persistent encore aujourd'hui (plate-forme, gares, tunnels, piles du pont de Dommeldange, etc.). Une grande partie de la plate-forme est réutilisée actuellement sous forme de piste cyclable, tout comme pour d'autres lignes.
On trouve aussi des rues ou des arrêts de bus faisant référence au Charly, comme à Senningerberg.